# Апостольський вікаріат Анатолії
Апостольський вікаріат Анатолії (лат. Vicariatus Apostolicus Anatoliensis) — апостольський вікаріат Римсько-Католицької Церкви з центром в місті Іскендерун, Туреччина. Апостольський вікаріат Анатолії поширює свою юрисдикцію на східну частину Туреччини. Апостольський вікаріат Анатолії підпорядковується безпосередньо Святому Престолу. Кафедральним собором апостольського вікаріату Анатолії є церква Благовіщення Пресвятої Діви Марії в місті Іскандерун. У місті на даний час кафедра апостольського вікаріату є вакантною.

## Історія
13 березня 1845 року Святий Престол заснував апостольський вікаріат Трапезунда, виділивши його з апостольського вікаріату Константинополя (сьогодні — Апостольський вікаріат Стамбула). Пастирське піклування віруючими апостольського вікаріату Трапезунда було доручено ченцям з чернечого ордену капуцинів, які проживали в Тифлісі, Російська імперія. Апостольський вікаріат Трапезунда поширював свою юрисдикцію на узбережжі Чорного моря, центральну та східну частину Анатолії. 12 вересня 1896 року апостольський вікаріат Трапезунда був скасований і його територія була передана назад апостольському вікаріату Константинополя.
20 червня 1936 року Римський папа Пій XI видав бреве Quae ad christiani, яким заснував місію sui iuris Трапезунда з центром у місті Самсун.
30 листопада 1990 року Конгрегація у справах східних церков видала декрет Quo melius, яким перетворила місії sui iuris Трапезунда в апостольський вікаріат Анатолії і перевів кафедру в місто Іскандерун.

## Ординарії апостольського вікаріату
- священик Damiano da Viareggio O. F. M. Cap[1] (1845-1852);
- священик Filippo Maria da Bologna O. F. M. Cap (1852-1881);
- священик Eugenio da Modica O. F. M. Cap. (1881 — 12.09.1896);
  - Sede soppressa (1896-1931);
- священик Michele da Capodistria O. F. M. Cap. (1931-1933);
- священик Giovanni da Fivizzano O. F. M. Cap. (9.03.1933 — 1955);
- священик Prospero Germini da Ospitaletto O. F. M. Cap. (1955-1961);
- священик Michele Salardi da Novellara O. F. M. Cap. † (1961-1966);
- священик Giuseppe Germano Bernardini O. F. M. Cap. (19.12.1966 — 22.01.1983) — призначений архієпископом Смірни;
- єпископ Ruggero Franceschini O. F. M. Cap. (2.07.1993 — 11.10.2004) — призначений архієпископом Смірни;
- єпископ Луїджі Падовезе O. F. M. Cap. (11.10.2004 — 3.06.2010);
  - священик Ruggero Franceschini O. F. M. Cap. (12.10.2010 — по теперішній час) — апостольський адміністратор.

## Джерело
- Annuario Pontificio, Libreria Editrice Vaticana, Città del Vaticano, 2003, стор 958, ISBN 88-209-7422-3
- Бреве Quae ad christiani [Архівовано 27 березня 2010 у Wayback Machine.], AAS 23 (1931), стор 402(лат.)
- Декрет Quo melius [Архівовано 11 липня 2020 у Wayback Machine.], AAS 83 (1991), стор 151(лат.)